# ТИМ-001
ТИМ-001 је микрорачунар намењен развоју разних РС апликација, особито у области софтверског рачунарства. Производио га је Институт „Михајло Пупин“ 1983/84. године.
Литература:
- Драгољуб Милићевић, Душан Христовић (Ед), „Рачунари ТИМ“, Изд. Научна књига, Београд 1990;
- Душан Христовић, „Развој рачунарства у Србији“, ФЛОГИСТОН, бр.18/19, р.89-105, Музеј МНТ-САНУ, Београд 2010/2011;
- Д. Б. Вујаклија, Н. Марковић (Ед), "50 година рачунарства у Србији- ХРОНИКА ДИГИТАЛНИХ ДЕЦЕНИЈА“, изд. ДИС, ИМП, ПС-пресс, Београд 2011.

Екипа ТИМ-пројектаната из Инст. М. Пупин.